# Jacques d'Arthois

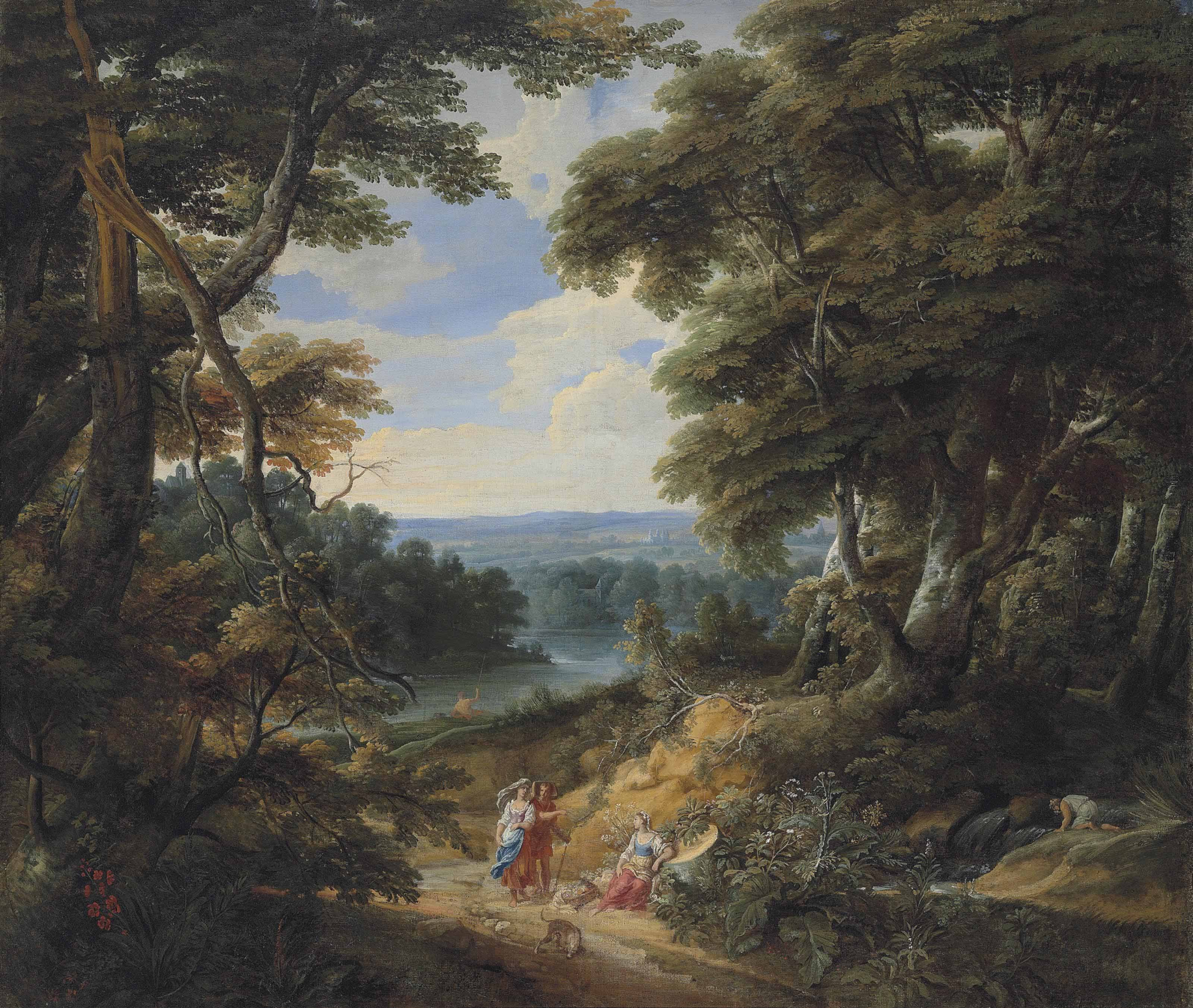

Jacques d'Arthois est un peintre flamand du XVIIe siècle. Né à Bruxelles le 12 octobre 1613, il y est inhumé le 2 mai 1686.

## Biographie
Jacques d'Arthois, ainsi nommé d'après sa signature, est né à Bruxelles de Henri Artois et de Jeanne Geerarts. Il est tenu sur les fonts baptismaux à Sainte-Gudule le 12 octobre 1613 par Jacques Huysegom et Catherine van Blitterswijck.
Il serait l'un des élèves du peintre assez obscur Jan Mertens et de Wildens, mais il forma lui-même son style par l'étude de la nature. Il fut par la suite le professeur de Cornelis Huysmans, avec qui il est parfois confondu[réf. nécessaire]. Il accède à la maîtrise le 3 mai 1634, sans même avoir atteint ses vingt et un ans accomplis.
Il était un ami de David Teniers le Jeune, qui le tenait en très haute estime. Ses sujets de prédilection sont les paysages de sa région : les forêts, les rivières et canaux. Peu de personnages figurent dans ses œuvres, de plus ces derniers ne sont d'ailleurs souvent pas de sa main mais sont peints par d'autres artistes.
Il épouse, fort jeune encore, et avant même son accession à la maîtrise, à Bruxelles, paroisse Notre-Dame de la Chapelle, le 10 juillet 1632, Marie Samels dont il aurait eu cinq enfants, deux fils dont l'un, paraît-il, nommé Jean Baptiste, sera peintre et reçu maître peintre à Bruxelles en 1657, ainsi que trois filles.
Il avait acheté, vers la quarantaine, un petit domaine appelé le Mont des grillons (den Crekelenberch), de l'importance d'un bonnier, situé au centre du hameau de Boitsfort, dans la paroisse de Watermael, près de la source du Maelbeek et en forte pente comme son nom l'indique. Après la mort de Jacques d'Arthois, ses enfants et héritiers, Henri, Marie-Anne, Françoise et Jeanne d'Arthois vendirent ce petit domaine. 
Jacques d'Arthois est mort à Bruxelles, à la fin du mois d'avril ou au début du mois de mai 1686, en sa demeure bruxelloise. Il fut inhumé le 2 mai 1686 à Sainte-Gudule
Le musée du Louvre, le palais des beaux-arts de Lille et les musées royaux des beaux-arts de Belgique possèdent certaines de ses toiles.

## Œuvres
- Vue dite de Val Duchesse, aux musées royaux des beaux-arts de Belgique, à Bruxelles.
- Paysage, au Groeningemuseum, à Bruges.
- Paysage, collection privée.
- Paysage vallonné, musée Magnin à Dijon
- Entrée d'un bois, huile sur toile, 57 × 75 cm, Musée du Louvre, Paris[7]